# Magic Circle Festival
Het Magic Circle Festival is een muziekfestival dat sinds 2007 georganiseerd wordt door platenlabel Magic Circle Music van heavymetalband Manowar. Sinds 2014 is het festival echter voor onbepaalde tijd in de ijskast gezet.

## Edities

### 2007
Het festival was aanvankelijk alleen gepland op zaterdag 7 juli 2007 te Bad Arolsen, Duitsland, maar door de enorme kaartverkoop werd er al snel een tweede dag ingelast op vrijdag 6 juli 2007. De organisatie van de eerste editie ging echter niet van een leien dakje: op donderdag 5 juli 2007 werd er een soundcheck gedaan waarbij amper 100 dB behaald werd, waardoor het festival dreigde te worden afgelast omdat het bereik te laag was. Er moesten daardoor in de nacht van donderdag op vrijdag nog snel versterkers bijgehaald worden.
Bands
- Black Situation
- David Shankle Group
- Gamma Ray
- Heavenly
- HolyHell
- Imperia
- Lion's Share
- Manowar
- Messiah's Kiss
- Mob Rules
- Mordeen
- Saidian
- Sixth sense
- Stormwarrior

Manowar bracht op vrijdag 6 juli een andere show dan op zaterdag, waar nieuwe nummers ten gehore werden gebracht. Deze waren afkomstig van het toen gloednieuwe album Gods Of War. Tijdens deze nummers kwam een Vikingschip met Vikingen op het podium tevoorschijn. Bij het brengen van Hymn of the Immortal Warriors waren enorme vuureffecten zichtbaar en werd er tijdens de outro The Crown and the Ring spectaculair vuurwerk afgeschoten. Dit spektakel trok 25.000 toeschouwers.

### 2008
In 2008 werd het festival gehouden van 9 tot 12 juli op dezelfde locatie. Als concertgangers vóór 1 januari 2008 een ticket bestelden, dan kregen zij per besteld ticket de dvd van het eerste Magic Circle Festival en een T-shirt van de editie van 2008. Op 9 juli 2008 stak Manowar het Vikingschip, dat werd gebruikt tijdens hun tour in 2007, in brand.
Bands
- Alice Cooper
- Beloved Enemy
- Benedictum
- Brazen Abbot (with Joe Lynn Turner)
- Doro
- Gotthard
- HolyHell
- Jack Starr's Burning Star
- KOBUS!
- Krypteria
- Majesty
- Manowar
- Michael Schenker Group
- Mob Rules
- Sixth Sense
- Stormwarrior
- Ted Nugent
- Titanium Black
- W.A.S.P.

Afgezegde bands
- Def Leppard (afgezegd wegens contractuele problemen[2])
- Whitesnake (afgezegd wegens contractuele problemen[2])

Op vrijdag 11 juli 2008 trad Manowar op met haar eerste drie albums van begin tot einde, alsook de nummers Warriors Of The World United en Die With Honor (toen nieuwe single waarvan er 20.000 gratis werden uitgedeeld op het festival).
Op zaterdag 12 juli 2008 werd er overdag een trekking gehouden door middel van het ticketnummer van elke aanwezige en maakten vier mensen kans om elk een van Manowars eigen choppers te winnen. De vier gelukkigen mochten hun ticket op het podium tonen tijdens de show. Deze avond brachten ze hun volgende drie albums ten gehore, met als opener nog steeds het nummer Manowar, en tussendoor de nummers Warriors Of The World United en Die With Honor, maar deze keer met een live-zangkoor. Hun bekende outro The Crown And The Ring werd voor het eerst in hun carrière ook live met een koor gebracht.
Dit festival bracht ook een nieuw wereldrecord met zich mee: Manowar verbrak hun eigen record Hardste band ter wereld van 129,5 dB met 138,4 dB.

### 2009
Voor de derde editie moest er worden gezocht naar een andere locatie omdat de oude kazerne van Bad Arolsen verkocht was. They can't stop us, let them try, for heavy metal come to Lorelei in July!, schreef de organisatie. Op deze locatie is een mythe van de stad Sankt Goarshausen. Als speciale gast werd Duitslands bestverkopende fantasy-auteur Wolfgang Hohlbein gevraagd. Het festival ging op 17 juli van start en op 18 juli sloot Manowar het festival af met een meer dan 2 uur durende show. Ze brachten hun toen nieuwste EP Thunder In The Sky ten gehore.
Bands
- Age Of Evil
- Crystal Viper
- Die Sklaven
- Domain
- HolyHell
- Jack Starr's Burning Starr
- Kingdom Come
- Manowar
- Metalforce
- Ulytau
- Van Canto
- Wizard

De meningen over de locatie waren verdeeld. Zowel de bands als de fans vonden het prachtige amfitheater en de groene omgeving met vele kastelen erg mooi, maar er waren veel klachten over de organisatie. Het festival werd daarom door Duitse tijdschriften geboycot en vervolgens moest de officiële verkoop van de merchandise aan de overkant van de straat worden verkocht in plaats van op het festivalterrein. Tijdens een toespraak schreeuwde Joey DeMaio, bassist van Manowar, dan ook: We don't come back to this fucking SHITHOLE!!!. Het jaar erop werd dan ook opnieuw een andere locatie gezocht.

### 2010
Deze editie vond van 9-11 juli plaats op het Metalcamp in Tolmin, Slovenië.
Bands
- Arch Enemy
- Crosswind
- HolyHell
- Kamelot
- Manowar
- Metalforce
- Virgin Steele
- Who Was I
- Sabaton

### 2014
Deze editie vond op 25 juli plaats in Helsinki, Finland.
Bands
- Hostile
- Imperia (met Netta Dahlberg)
- Manowar
- Teräsbetoni

## Media
In oktober 2007 verscheen een dvd-pakket met 2 dvd's waarop de 2007-editie was vastgelegd. De dvd bevatte tevens een gratis souvenir voor iedereen die tickets had gekocht voor de 2008-editie.
In september 2008 volgde een dvd van de 2008-editie.